# راسبوتيتسا

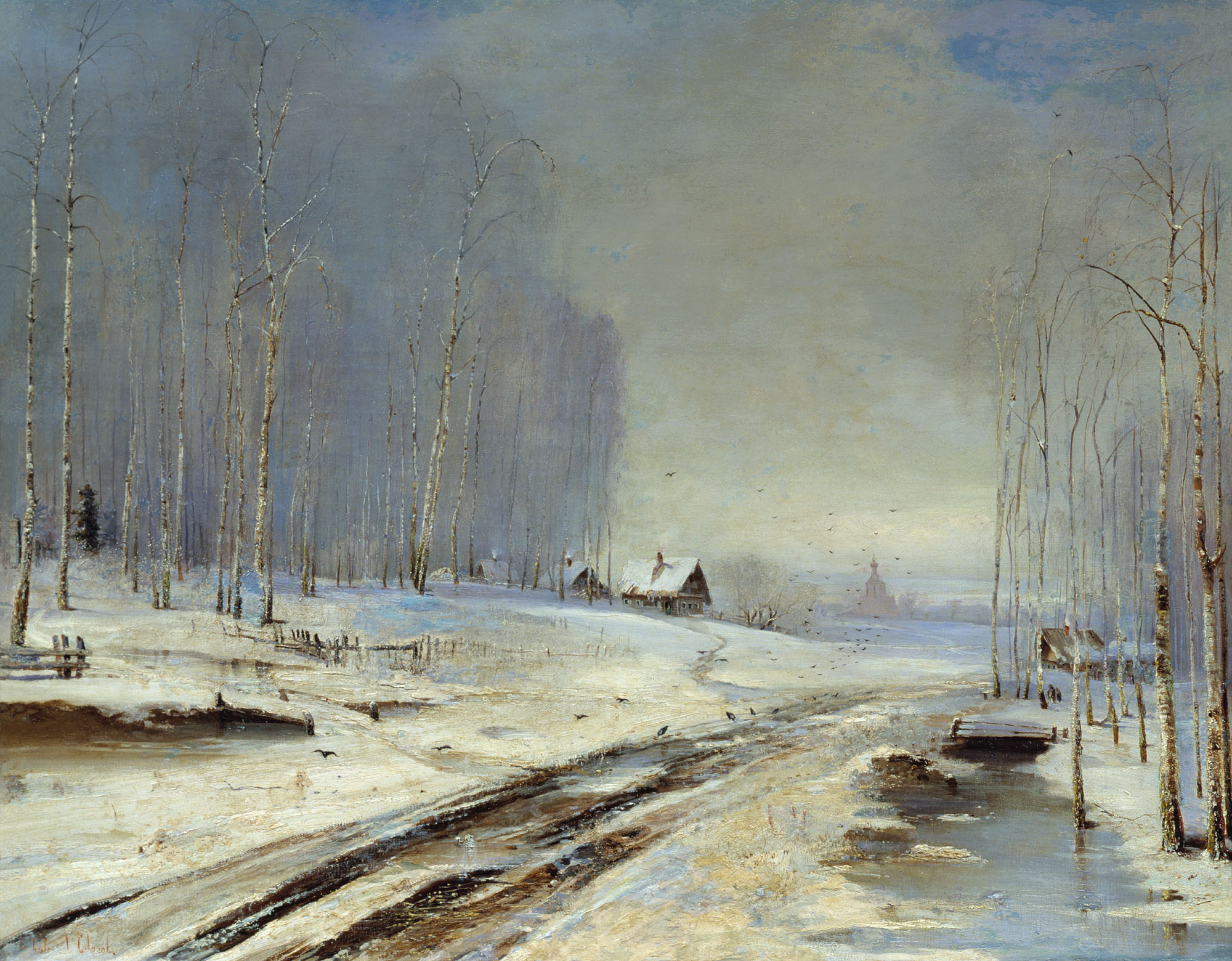

راسبوتيتسا (بالروسية: распу́тица) هو مصطلح روسي يطلق في شمالي الاتحاد الروسي على الوحل المائع الناجم عن ذوبان الثلوج وتحرر التربة من جليدها في فصل الربيع عقب ارتفاع درجة الحرارة، ويشكل ذلك الوحل المائع عقبة أمام المواصلات البرية، وتستمر ظاهرة الوحل المائع قرابة أسبوعين إلى ثلاثة أسابيع.